# Agnotologija
Agnotologija (ranije agnatologija) je studija kulturološki izazvanog neznanja ili sumnje, posebice objavljivanje netočnih ili pogrešnih znanstvenih podataka. Osmislio ju je 1995. Robert N. Proctor, profesor sa Sveučilišta Stanford i lingvist Iain Boal. Riječ se temelji na neoklasičnoj grčkoj riječi grc. ἄγνωσις , agnōsis, „ne znati“ (usp. Atičkim narječjem ἄγνωτος "nepoznat" ) i grc. -λογία, -logia. Proctor navodi kao primjer reklamne kampanje duhanske industrije za pobuđivanje sumnje u kancerogene i druge posljedice upotrebe duhana. Općenitije, pojam također naglašava stanje kada više znanja o subjektu ostavlja još veću neizvjesnost nego prije. 
David Dunning sa Sveučilišta Cornell upozorava da "Internet pomaže u širenju neznanja, ... što čini korisnike žrtvama za moćne ljude od interesa koji žele namjerno širiti neznanje". Irvin C. Schick primjećuje kako je bitno nepoznanicu "razlikovati od neznanja. On koristi pojam "terra incognita" koji se nalazi u starijim kartama, primjećujući da je "rekonstrukcija dijelova svijeta kao neistraženog teritorija ... proizvodnja nepoznanice, te pretvaranje tih dijelova u potencijalne objekte zapadne političke i ekonomske pozornosti. To je omogućavanje kolonijalizma ". 
Aktivni uzroci kulturoloških neznanja mogu uključivati utjecaj medija, korporacija i vladinih agencija, zatajivanjem i prikrivanjem informacija, uništavanjem dokumenata i selektivne memorije. Drugi primjer je negiranje klimatoloških promjena, gdje su naftne kompanije plaćale timovima znanstvenika da umanjuju učinke klimatskih promjena. Pasivni uzroci uključuju strukturne mjehuriće informacija, uključujući one stvorene segregacijom po rasnoj i klasnoj liniji, koje stvaraju različit pristup informacijama. 
Agnotologija se također fokusira na to kako i zašto različiti oblici znanja ne dolaze do izražaja ili se ignoriraju i odgađaju. Na primjer, znanje o tektonskoj ploči cenzurirano je i odgođeno barem jedno desetljeće jer su neki dokazi ostali tajni vojni podaci koji se odnose na podmorje. 

## Povijest

### Podrijetlo
Izraz "agnotologija" prvi je put spomenut kao fusnota u Proctorovoj knjizi iz 1995. godine : The Cancer Wars: How Politics Shapes What We Know and Don't Know About Cancer,  "Povjesničari i filozofi skloni su tretirati neznanje kao sve širi vakuum u koji se usisava znanje - ili čak, kao što je to jednom rekao Johannes Kepler, kao majka koja mora umrijeti da bi se rodila znanost. Neznanje je, međutim, složenije od toga. Ima izrazitu i promjenjivu političku geografiju koja je često izvrstan pokazatelj politike znanja. Trebamo političku agnotologiju da nadopunimo naše političke epistemologije". 
Proctor je citiran upotrebom termina kako bi opisao svoje istraživanje naziva "only half jokingly", kao "agnotologiju" u intervjuu iz 2001. o svom lapidarnom radu o raznobojnom kamenu Ahat. Povezao je dvije naizgled nepovezane teme primjećujući nedostatak geološkog znanja i proučavanja ahata od strane Teofrasta 300. godine prije Krista. U odnosu na opsežna istraživanja drugih stijena i minerala poput dijamanata, azbesta, granita i ugljena, od kojih svi imaju mnogo veću komercijalnu vrijednost -  agat je "žrtva znanstvene nezainteresiranosti", ista "strukturirana apatija" koju je nazvao "društvena konstrukcija neznanja". 
Kasnije je citiran kao "agnotologija, proučavanje neznanja", u priči New York Timesa iz 2003. o povjesničarima medicine koji su bili vještaci. 
Proctor je suorganizirao par događanja s Londom Schiebinger, njegovom suprugom, koja je također profesorica povijesti znanosti. Prva radionica održala se na Državnom sveučilištu Pennsylvania 2003. godine pod nazivom "Agnatologija: Kulturna produkcija neznanja", te se kasnije održala konferencija na Sveučilištu Stanford 2005. pod nazivom "Agnotologija: Kulturna produkcija neznanja". 

### Politička ekonomija
Godine 2004. Londa Schiebinger dala je precizniju definiciju agnotologije iz članaka nastalih u 18. stoljeću o putovanjima znanstvenih otkrića i rodnim odnosima, uspoređujući ih s epistemologijom, teorijom znanja, rekavši da se kasnije postavlja pitanje kako nešto znamo dok su prijašnja pitanja bila kako nešto ne znamo: "Neznanje često nije samo odsutnost znanja, već rezultat kulturne i političke borbe". 
Njegovu upotrebu kao kritički opis političke ekonomije proširio je Michael Betancourt u članku iz 2010. pod naslovom "Nematerijalna vrijednost i oskudica u digitalnom kapitalizmu" te ga je proširio u knjizi Kritika digitalnog kapitalizma. Njegova je analiza usmjerena na stambeni mjehur kao i gospodarskog mjehurića u razdoblju od 1980. do 2008. godine. Betancourt tvrdi da ovu političku ekonomiju treba nazvati „agnotološkim kapitalizmom“, jer je sistemska proizvodnja i održavanje neznanja glavna značajka koja postiže funkcioniranje ekonomije jer omogućava stvaranje gospodarskog mjehurića“. 

 Argument koji je postavio Betancourt stavlja u odnos s idejom afektivnog rada.  
 "Stvaranje sistemskih nepoznanica u kojima se bilo koja potencijalna "činjenica" uvijek suprotstavlja alternativi naizgled jednake težine i vrijednosti čini angažman s uvjetima stvarnosti - same situacije koje afektivni rad nastoji ublažiti - sporan i izvor zbrke, odražen od strane nesposobnosti sudionika u mjehurićima da budu svjesni predstojećeg kolapsa sve dok se to nije dogodilo. Biopolitička paradigma distrakcije, koju Juan Martin Prada naziva "životom za uživanje", može se održati samo ako temeljne restrukcije ostanu skrivene od pogleda. Ako afektivni rad djeluje na smanjenje otuđenosti, agnotologija djeluje na uklanjanje mogućnosti neslaganja." 
 Prema njegovom mišljenju, uloga afektivnog rada je omogućiti nastavak agnotoloških učinaka koji omogućavaju održavanje kapitalističkog statusa quo. 

## Agnoiologija
Slična riječ iz istih grčkih korijena, agnoiologija, predstavlja "znanost ili proučavanje neznanja, što određuje njegovu kvalitetu i uvjete" ili "doktrina koja se odnosi na stvari o kojima smo mi nužno nemamo znanja" opisuje granu filozofije koju je studirao James Frederick Ferrier u 19. stoljeću. 

## Ainigmologija
Antropolog Glenn Stone ističe da većina primjera agnotologije (poput onih koja promiču uporabu duhana) zapravo ne stvara toliko neznanje koliko stvara zbrku. Točniji izraz za takav pojam bio bi "ainigmologija", iz korijenske ainigme (kao u "enigmi"); u grčkom se to odnosi na zagonetke ili na jezik koji čini nejasnim pravo značenje priče. 

## Utjecaj medija
Dostupnost tako velikih količina znanja u ovom informacijskom dobu ne mora nužno stvarati obrazovano građanstvo. Umjesto toga, mnogi ljudima možda prikupljaju informacije različitim vrstama medija koje jačaju njihova vjerovanja te ih odvraćuju od novih znanja ponavljajućom ili baznom zabavom. Postoje suprotni dokazi o tome kako gledanje televizije utječe na stvaranje vrijednosti i inteligencije.  
Nova znanstvena disciplina koja ima veze s agnotologijom je kognitronika: 
kognitorika
Ima za cilj: 
- objašnjavanje izobličenja u percepciji svijeta uzrokovanih informacijskim društvom i globalizacijom
- suočavanje s tim distorzijama u različitim područjima  

Kognitronika proučava i traži načine poboljšanja kognitivnih mehanizama obrade informacija i razvijanje emocionalne sfere ličnosti - načine kojima se želi nadoknaditi tri spomenuta pomaka u sustavima vrijednosti i, kao neizravna posljedica, načine razvijanja simboličkih informacija te vještine obrade njegovih učenika, jezični mehanizmi, asocijativne i sposobnosti razmišljanja. Široka mentalna perspektiva važni su preduvjeti uspješnog rada praktički u svim sferama profesionalne aktivnosti u informacijskom društvu.
Čini se da polje kognitronike raste jer su međunarodne konferencije usredotočene na tu temu. 2013. godine održana je konferencija u Sloveniji.  

## Vanjske poveznice
- Agnotologija: Kulturna produkcija neznanja  Arhivirana inačica izvorne stranice od 8. siječnja 2014. (Wayback Machine)
- Agnotologija i misologija  Arhivirana inačica izvorne stranice od 14. srpnja 2007. (Wayback Machine)
- WordSpy citati  Arhivirana inačica izvorne stranice od 27. srpnja 2014. (Wayback Machine)